# 1056 Азалея
1056 Азалея (1056 Azalea) — астероїд головного поясу, відкритий 31 січня 1924 року.
Тіссеранів параметр щодо Юпітера — 3,616.